# Зубчастий ремінь

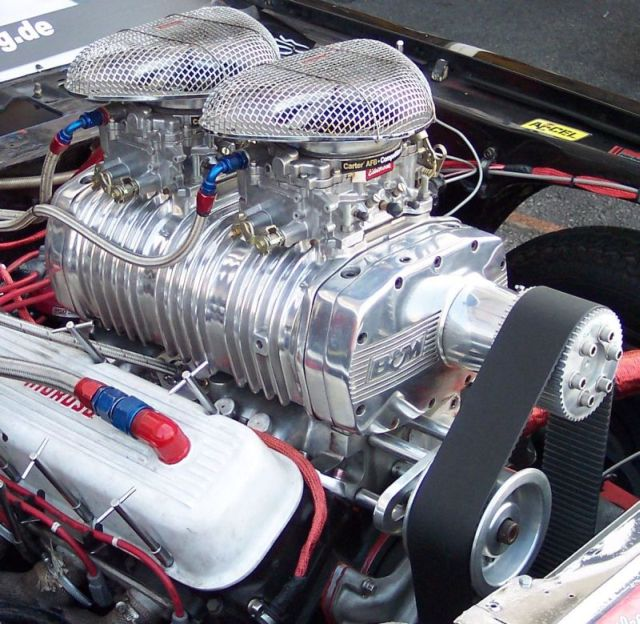
Привідний ремінь нагнітача в драгстері

Зубчастий ремінь, ремінь ГРМ, або синхронний ремінь — гнучкий ремінь із зубами, відформованими на його внутрішній поверхні. Зубчасті паси, як правило, призначені для наїзду на відповідні зубчасті шківи або зірочки. Зубчасті паси використовуються в широкому спектрі механічних пристроїв, де потрібна висока передача потужності.

## Дизайн і застосування
Зубчасті паси або синхронні паси є нековзкими механічними приводними пасами. Виготовляються у вигляді гнучких стрічок із запресованими на внутрішній поверхні зубами. Ремені проходять через відповідні зубчасті шківи або зірочки. При правильному натягу ці типи ременів не мають ковзання і часто використовуються для передачі руху з метою індексації або синхронізації (звідси їх назва). Вони часто використовуються замість ланцюгів або шестерень, тому шум менше, а мастильна ванна не потрібна.
Зубчасті паси широко використовуються в механічних пристроях, включаючи швейні машини, копіювальні машини та багато інших. Зубчасті паси широко використовуються як зубчастий ремінь, який використовується для приводу розподільних валів у двигуні автомобіля чи мотоцикла.
Оскільки зубчасті паси можуть забезпечити більшу потужність, ніж фрикційний привідний ремінь, вони використовуються для трансмісій великої потужності. До них відноситься основний привід деяких мотоциклів, особливо пізніших Harley-Davidsons; і нагнітач, що використовується для драгстерів.

## Поломка ременя

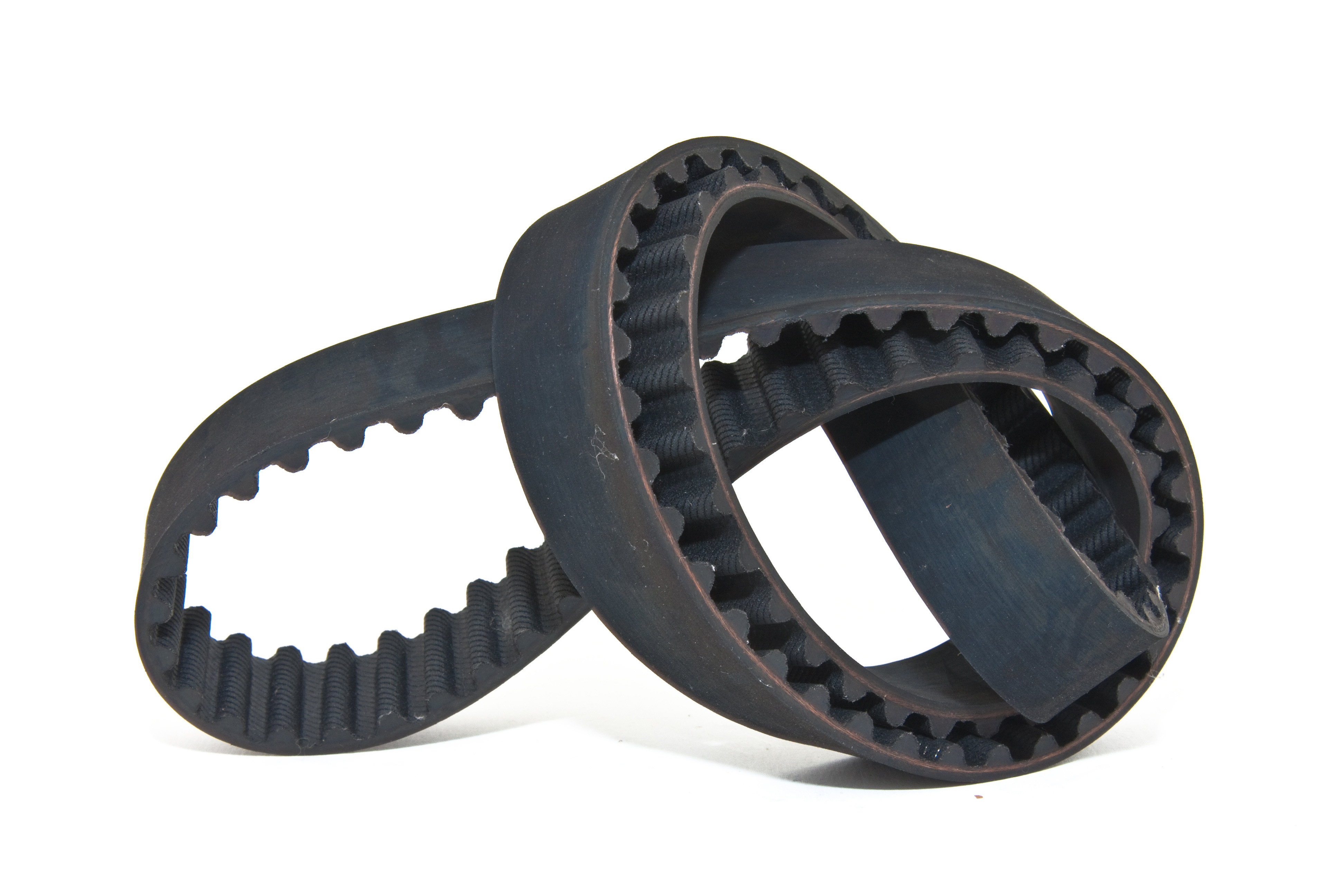
Новий ремінь, вже пошкоджений вузлом

Зубчасті паси мають два режими виходу з ладу: один поступовий і інший катастрофічний. Існує підвищений ризик будь-якого з них протягом терміну служби ременя, тому для ременів із високим навантаженням зазвичай дають термін служби та замінюють їх до того, як може виникнути ця несправність.
Одним із видів несправності є поступове зношування форми зуба, що зрештою може призвести до ковзання по округлим зубам. Ремінь часто продовжує працювати, але змінюється відносний час між валами.
Катастрофічний режим руйнування викликаний розшаруванням між поясом та його тканинним армуванням. Хоча це може бути спричинено віком і зносом, це часто прискорюється через неправильне поводження з ременем, часто під час початкового встановлення. Перевантаження стрічки, згинаючи її до вузького радіуса, є поширеною причиною пошкодження, або через згинання стрічки за проектну осі, скручування, підведення її на місце за допомогою інструментів, згинання за правильною віссю, але до надто малого радіуса, або навіть зав'язування реміня на зберіганні. Іншою причиною, особливо для ременів з натурального каучуку, є забруднення маслом, особливо країв, де армуюча тканина відкрита, і може спричинити ефект ґноту.

## Дивись також
- Пасова передача